# Tall al-Ajjul
Tall al-Ajjul è un sito archeologico in Palestina, nella Striscia di Gaza, identificato spesso con la città hyksos di Sharuhen.
L'area archeologica si trova nel deserto del Negev, tra le città di Raphia e Gaza. I primi lavori di scavo furono effettuati da Flinders Petrie (tra il 1930 ed il 1934) che inizialmente si convinse di aver trovato il sito dell'antica Gaza. Identificata con Sharuhen, la principale piazzaforte dei sovrani hyksos in Palestina, fu anche la residenza di Khamudi, ultimo sovrano della XV dinastia egizia, dopo la caduta della capitale Avaris.